# Regata

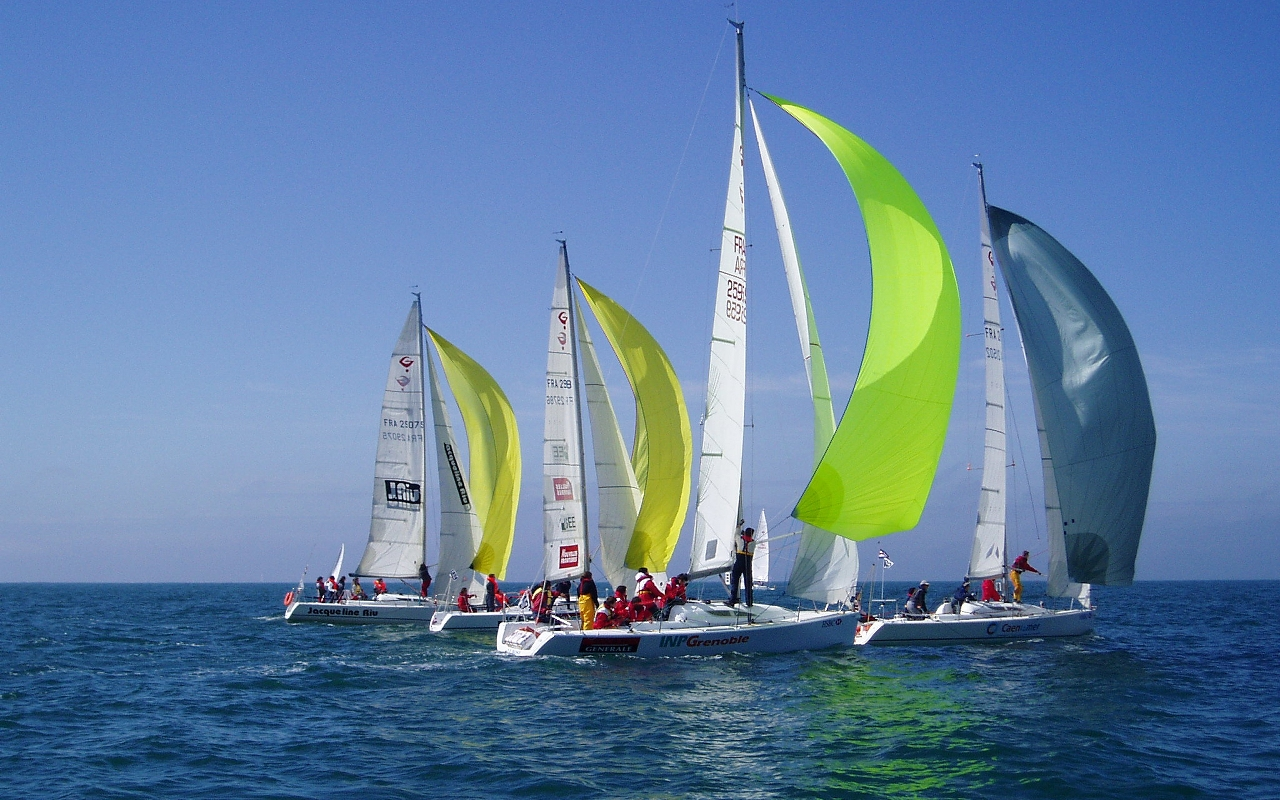
Veleiros a regatar

Uma regata é uma prova náutica de velocidade entre várias barcos - à vela, a motor ou a remos - fazendo um percurso assinalado por balizas (boias) e definido pela organização. 
O percurso mais simples é chamado de "banana". Além desta prova em conjunto, a regata em flotilha, também existe o match racing e a corrida.

## Regras
Uma regata pode praticar-se em solitário, a dois ou em equipagem, em lagos ou no mar e com todo o tipo de veleiros possíveis como veleiro ligeiro, Windsurf, monocasco ou multicasco, etc.
Uma regata de Monotipo é caracterizada pelo facto das embarcações serem todas do mesmo "tipo" e a diferença é feita pelo velejador e não pelas possibilidades do barco (Optimist, 420, 470, etc. 
Quando há vários tipos de embarcação numa mesma regata é preciso dar os resultados em tempo compensado quer dizer o tempo gasto pelo barco em relação à sua velocidade máxima possível - um monocasco será sempre mais lento do que um multicasco.
O "codex" da navegação é a Federação Internacional de Vela (FIV).

### Match racing
O match racing é uma forma particular de regata onde só se afrontam dois veleiros a efectuarem o mesmo percurso, e que foi inspirado nas provas da Taça América.

### Corrida
Há provas de vela que não são consideradas, stricto sensu regatas. Trata-se mais de corridas à vela e cuja finalidade é tentar bater um recorde. Nesta provas são os participantes que decidem quando vão partir para bater o recorde, escolhendo assim a melhor janela meteorológica, como no Recorde da travessia do Atlântico Norte à vela ou na Recorde da volta ao mundo à vela.

## Banana
Este percurso assim chamado por ter a forma deste fruto, é muito enganador em relação à sua forma simples pois na realidade comporta dois bordos à bolina cerrada e dois bordos à Popa rasada, ou seja um concentrado de todas as manobras com barco à vela.

## Equipagem
O número da tripulação varia segundo o tipo da embarcação e/ou das regras da prova, pelo que pode ser em: solitário, "a dois" ou em equipagem.